# Ланцетовидная двуустка
Ланцетовидная двуустка, или Ланцетовидный сосальщик (лат. Dicrocoelium lanceatum) — вид паразитических плоских червей трематод рода Dicrocoelium из семейства Dicrocoeliidae отряда Plagiorchiida.

## Описание

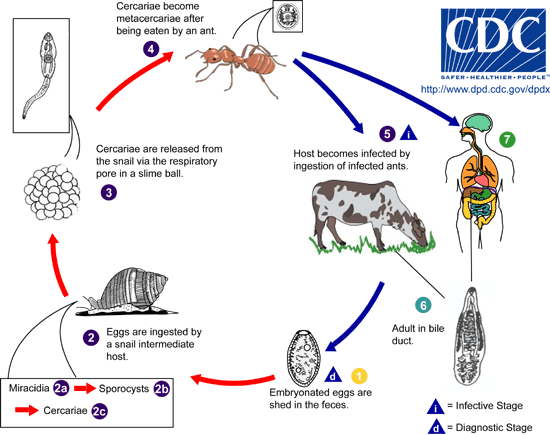
Цикл развития Dicrocoelium dendriticum

Имеют размер 0,5—1,2 см. В своём жизненном цикле проходят промежуточную стадию развития на наземных улитках (Zebrina, Fruticicola fruticum, Cochlicopa lubrica и др.) и муравьях рода формика (Длусский, 1967). В печени улитки развиваются спороцисты и дочерние спороцисты, рождающие церкарий. Вторыми промежуточными хозяевами являются бурые лесные муравьи (Formica fusca), краснощёкие муравьи (Formica rufibarbis), луговые муравьи (Formica pratensis) и другие виды , которые поедают выделяемые улитками через дыхательное отверстие комочки слизи вместе с церкариями (расселительные личинки). Большинство проглоченных муравьём церкарий проникают через стенку зоба в полость тела и там, утратив хвост, инцистируются, превращаясь в метацеркарий. Однако одна церкария проникает в подглоточный ганглий муравья. Там она образует особую тонкостенную цисту, не способную к дальнейшему развитию в окончательном хозяине. В результате меняется поведение муравья. Днём муравьи ведут себя нормально, но ночью не возвращаются в муравейник, забираясь высоко на стебли трав и прочно удерживаясь за травинку мандибулами. Овцы и другие копытные животные (крупный рогатый скот, козы, свиньи, лошади, ослы; а также, верблюды, зайцы, медведи, собаки, лисы), поедая траву вместе с заражёнными муравьями, становятся окончательными хозяевами. Попавшие с их экскрементами на почву яйца двуустки поедают моллюски, замыкая цикл развития.
Двуустка поражает, главным образом, печень и желчные протоки копытных и других млекопитающих, вызывая у них дикроцелиоз.